# Beppu (cràter)
Beppu és un cràter sobre la superfície de (951) Gaspra, situat amb el sistema de coordenades planetocèntriques a 3.9 ° de latitud nord i 58.4 ° de longitud est. Fa un diàmetre de 0.6 km. El nom va ser fet oficial per la UAI l'any 2003 i fa referència a Beppu, una ciutat japonesa amb balneari.